# Ctenophthalmus lycosius
Ctenophthalmus lycosius är en loppart som beskrevs av Jordan et Rothschild 1913. Ctenophthalmus lycosius ingår i släktet Ctenophthalmus och familjen mullvadsloppor. Inga underarter finns listade i Catalogue of Life.